# Drenowec
Drenowec (bułg. Дреновец) – wieś w Bułgarii, w obwodzie Widyń, w gminie Rużinci. Według Ujednoliconego Systemu Ewidencji Ludności oraz Usług Administracyjnych dla Ludności, 15 grudnia 2018 roku miejscowość liczyła 1364 mieszkańców.

## Osoby związane z miejscowością
- Petko Petkow (1827–1897) – bułgarski kmet Widynia